# Nikolaï Gamaleïa
Nikolaï Fiodorovitch Gamaleïa, né en 1859 à Odessa (Ukraine) et mort en 1949, est un scientifique russe pionnier des études microbiologiques et de la recherche sur les vaccins.

## Biographie
Nikolaï Fiodorovitch Gamaleïa est né à Odessa en Ukraine, alors dans l'Empire Russe, dans la famille d'un officier ayant participé à la bataille de la Moskova,,. Diplômé de l'Université d'Odessa en 1880 et à l'académie médicale militaire S.M. Kirov (à l'époque l'académie de médecine militaire de Saint-Pétersbourg) en 1883.Ildevient un médecin respecté mais part en France pour se perfectionner. il arrive à Paris en 1885 et suit les enseignements et les travaux de Louis Pasteur travaillant sur la rage durant une année.
Il fonde par la suite une station d'observation bactériologique en 1886 à Odessa avec le bactériologiste Ilya Ilitch Metchnikov pour mener, entre autres, des travaux sur la vaccination contre la rage avec le soutien de Pasteur,. Il travaille notamment aussi sur la peste bovine et le choléra, effectuant aussi des diagnostics de tuberculose utilisant des échantillons d'expectorations et préparant des vaccins contre la maladie du charbon.
Il est l'auteur de plus de 300 publications sur la bactériologie et l'épidémiologie, comme les bactériophages ou des méthodes de préparation des vaccins. L'Institut de recherche Gamaleïa d'épidémiologie et de microbiologie est nommé en son honneur.